# Perucetus colossus
Perucetus colossus (лат.) — ископаемый вид гигантских китов, единственный известный в составе рода Perucetus. Ископаемые остатки обнаружены в слоях, датированных эоценом (формация Паракас), на территории Перу (Южная Америка). Крупный кит, достигавший 17—20,1 м в длину. Некоторые исследователи утверждают, что он, возможно, соперничал по массе или превосходил современного синего кита, отчасти из-за невероятно толстых и плотных костей, которыми обладало это животное, в сочетании с его огромными размерами, в то время как другие утверждают, что кит был намного легче. Экология Perucetus остаётся во многом неизвестной. Судя по окаменелостям, это был, вероятней всего, медленно передвигающийся обитатель мелководья. Данных о рационе нет, возможно, мог питаться бентосными животными, такими как ракообразные и моллюски, обитавшие на дне океана.

## Этимология
Родовое название Perucetus происходит от страны на территории которой были обнаружены окаменелости кита — Перу, а видовое название colossus указывает на огромные размеры животного.

## История обнаружения
Perucetus известен по целому ряду костей: тринадцати позвонкам, четырём рёбрам и некоторым частям таза. Все кости принадлежат одной особи (MUSM 3248) и были собраны из слоёв Yumaque формации Паракас (около 40 млн лет, бартонский ярус, эоцен, Перу). Остатки Perucetus выставлены в Музее естественной истории Лимы, который принадлежит Национальному университету Сан-Маркос (Лима, Перу), основному учебному заведению группы перуанских палеонтологов, участвовавших в находке.

## Описание
Поскольку известно лишь несколько позвонков Perucetus, оценки общей длины кита зависят от того, сколько позвонков каждого типа предположительно имелось в его позвоночном столбе. При масштабировании по скелету Cynthiacetus peruvianus, который на тот момент имел наиболее полный ископаемый скелет базилозаврида и насчитывал 20 грудных и 17 поясничных позвонков, Bianucci et al. (2023) получили оценку общей длины скелета в 20,0 м. При использовании в качестве проксимеров Basilosaurus isis (18 грудных и 19 поясничных позвонков) и Dorudon atrox (17 грудных и 20 поясничных позвонков) получена несколько бо́льшая максимальная длина — 20,1 м. При масштабировании на Pachycetus wardii, который имеет наименьшее количество позвонков в семействе и отражает вероятность того, что Perucetus имел меньше позвонков, чем большинство базилозаврид, вероятная длина составляет 17,0 м.
- Сравнение с человеком

Тазовая кость Perucetus сильно редуцирована, но при этом имеет хорошо развитую вертлужную впадину, что считается предковым состоянием для китов. Однако по форме тазовая кость отличается от таковой у Basilosaurus, а проксимальный конец подвздошной кости заметно более мощный, чем у других ранних пелагических китов. Центры поясничных позвонков сильно удлинены, как у базилозавров и пахицетинов, но не достигают пропорций самых экстремальных представителей этих групп. Концы рёбер крупные и имеют булавовидную форму — ещё одна черта, сходная с базилозавром.
Наиболее характерной особенностью Perucetus является высокая степень пахиостеосклероза в костях тела, то есть кости одновременно толще (пахиостоз) и плотнее (остеосклероз), чем у любого другого известного китообразного. Пахиостеосклероз и связанное с ним увеличение костной массы (BMI, bone mass increase) известны у ряда других морских млекопитающих, таких как сирены, а также у некоторых других базилозаврид — представителей подсемейства Pachycetinae, — но ни один кит не приближается к уровню BMI, наблюдаемому у Perucetus. Биануччи и его коллеги выделяют несколько линий доказательств, позволяющих предположить, что увеличение костной массы не было результатом каких-либо патологий. Помимо наличия BMI у пахицетинов, у Perucetus это увеличение происходит равномерно, в то время как BMI был бы непоследовательным, если бы был вызван каким-либо заболеванием или другим состоянием. Из-за пахиостоза позвонки сильно раздуваются, делая их почти вдвое объёмнее, чем у синего кита длиной 25 м. Увеличение костной массы наблюдается и в микроанатомии костей. Рёбра полностью состоят из плотной кости и лишены костномозговой полости, характерной для костей других животных. Сосудистые каналы, пронизывающие кость, узкие, что не только свидетельствует о зрелости животного, но и усугубляет и без того плотную природу костей.
По первоначальной оценке масса Perucetus могла колебаться в пределах 85—340 т. при средней массе 180 т. Масса одного только скелета длиной 17—20 м составила бы 5,3—7,6 т, что уже в два-три раза превышает массу скелета синего кита длиной 25 м. Оценки массы основаны на соотношении между массой скелета и общей массой тела современных млекопитающих. Примечательно, что у китов скелет гораздо легче по сравнению с общей массой тела, в то время как у сирен (дюгоней и ламантинов), как и у сухопутных млекопитающих, скелет гораздо плотнее и вносит больший вклад в общую массу тела. Биануччи и коллеги отмечают трудности в определении массы базилозаврид. Они предполагают, что увеличение массы скелета могло быть компенсировано большим количеством подкожного жира, который менее плотен, чем другие мягкие ткани. В конечном итоге в расчётах использовались экстремальные значения, что привело к широкому диапазону оценки массы, представленному в описании вида. На основе математических расчётов для сирен была рассчитана масса 85 т. Сочетание самого низкого отношения массы скелета к общей массе, встречающегося у китообразных, с самой высокой оценкой массы скелета даёт массу до 340 т. Средние значения, напротив, приводят к массе 180 т. Это может свидетельствовать о том, что, несмотря на меньшую длину, данный вид мог быть тяжелее современных синих китов. Позже, однако, первоначальная методология оценки массы, основанная на физиологии сирен, была подвергнута критике, и альтернативная оценка массы Perucetus составляет от 60 до 70 т, что ближе к массе тела современных кашалотов. Это очень высокий показатель для древних китов, но значительно меньше, чем у синего кита, масса тела которого составляет до 150, а по другим оценкам, до 270 тонн.

## Классификация
Perucetus был определён как представитель Pelagiceti на основании большого количества поясничных позвонков с круглыми центрами и сильно редуцированной тазовой кости. В пределах Pelagiceti хорошо выраженная вертлужная впадина указывает на более тесное родство с базилозавридами (такими как Basilosaurus,  Pachycetus, Cynthiacetus и Chrysocetus) и Llanocetidae (Mystacodon). Биануччи и его коллеги включили Perucetus в семейство Basilosauridae.

## Палеобиология
Огромные размеры и масса костей не позволяли Perucetus передвигаться по суше, что согласуется с его классификацией как базилозаврида. Пахиостеосклероз рассматривается как признак того, что Perucetus жил на мелководье, используя его для контроля плавучести, как это делают современные ламантины. Учитывая размеры и вес Perucetus, он мог сопротивляться ударам волн в более неспокойных водах, что предполагается для аналогичных по плавучести сивучей. Привязанность животного к мелководью согласуется с интерпретацией, согласно которой базилозавриды предпочитали прибрежные воды, а не обитали в открытом океане.
Фрагментарный характер найденных окаменелостей животного не позволяет точно судить о его передвижении. Удлинённые центральные части позвонков могут свидетельствовать о том, что животное, подобно ламантинам, но не дюгоням, плавало с помощью осевой волнистости. Это также указывает на то, что животное обитало на мелководье, а не в пелагиали. Большой размер позвонков накладывает ограничения на стиль плавания Perucetus, как и форма поперечных отростков позвонков. Использование методов предыдущего исследования позволило предположить, что Perucetus был ограничен в способности сгибаться вверх и из стороны в сторону, но обладал повышенной способностью сгибаться вниз (вентрально). Это позволяет предположить, что Perucetus плавал с помощью медленных движений хвоста вверх и вниз, не используя при этом движения из стороны в сторону, как это было предложено для Basilosaurus. В частности, сильная вентральная флексия могла быть очень важна для животного при отталкивании от дна океана для дыхания на поверхности. Точная функция такого сочетания пахиостеосклероза и гигантизма до конца не выяснена, но, возможно, она связана с энергетическими затратами на волнообразные движения или способностью нырять на более длительные периоды времени.
Рацион и способ питания остаются неизвестными, поскольку в настоящее время не найдено черепного материала этого животного. Тем не менее, на основании образа жизни, выведенного по посткрании, можно сделать некоторые предположения. Многочисленные сходства с сиренами могут свидетельствовать о пастбищном образе жизни, однако такое предположение представляется маловероятным, поскольку ни одно китообразное животное не было травоядным. Более вероятно, что Perucetus питался моллюсками, ракообразными и другими животными, обитавшими на морском дне, либо с помощью всасывания, либо с помощью фильтрации. Такой образ жизни был бы сопоставим с образом жизни современного серого кита. Другая гипотеза, упомянутая Биануччи с соавторами, заключается в том, что Perucetus мог быть падальщиком, как крупные демерсальные акулы. В конечном итоге, пока не будет найден более качественный материал, точная экология Perucetus будет оставаться неизвестной.